# Goudermes
Gümse
Goudermes (russe : Гудермес) ou Gümse (tchétchène : Гуьмсе, Gumse) est une ville de Tchétchénie, une république de la fédération de Russie, et le centre administratif du raïon de Goudermes. Sa population s'élève à 58 275 habitants en 2022.

## Géographie
Goudermes est arrosée par la rivière Sounja et se trouve à 36 km à l'est de Grozny, la capitale de la république. 
Elle possèdera d'ici 2024 un contournement au sud de la ville sur la route fédérale R217, route reliant la M4 à la frontière avec l'Azerbaïdjan en desservant les villes de Ciscaucasie, qui passe actuellement à travers la ville.

## Histoire
Le toponyme provient de l'autre nom de la rivière qui arrose la localité, Güms. Goudermes pourrait aussi signifier en turc « lieu ininflammable ». La première mention du village sous ce nom se trouve dans des documents du XIXe siècle. Jusqu'en 1941, Goudermes était une commune rurale. Elle est ensuite devenue un carrefour ferroviaire sur les lignes allant à Rostov-sur-le-Don, Bakou, Astrakhan et Mozdok. Aujourd'hui, Goudermès est le centre administratif d'un raïon. Son économie repose en grande partie sur la transformation du pétrole.

## Population
Recensements (*) ou estimations de la population
| 1931  | 1939*  | 1959*  | 1970*  | 1979*  |
| ----- | ------ | ------ | ------ | ------ |
| 3 300 | 10 737 | 18 553 | 32 445 | 34 012 |

| 1989*  | 2002*  | 2010*  | 2012   | 2013   |
| ------ | ------ | ------ | ------ | ------ |
| 38 089 | 33 756 | 45 631 | 47 690 | 49 029 |